# 安特·乔里奇
安特·乔里奇（1997年4月14日—）是克羅埃西亞的一位足球運動員，在場上司職中場。乔里奇在2013年從薩爾茨堡紅牛轉會至薩格勒布迪納摩，現効力魯特斯。

## 外部連結
- Footballzz profile （页面存档备份，存于）
- Soccerway profile （页面存档备份，存于）
- Ante Ćorić （页面存档备份，存于） at Croatian Football Federation website